# ناوشکن کلاس اکر
ناوشکن کلاس اکر (به انگلیسی: Acre-class destroyer) یک کلاس از کشتی است که طول آن ۹۸٫۴۵ متر (۳۲۳ فوت ۰ اینچ) می‌باشد.